# Natallja Helach
Natallja Helach, född den 30 maj 1978, är en vitrysk roddare.
Hon tog OS-brons i åtta med styrman i samband med de olympiska roddtävlingarna 2008 i Peking.